# 亨利·谢尔格伦
亨利·谢尔格伦（瑞典語：Henry Källgren，1931年3月13日—2005年1月21日），瑞典男子足球运动员，场上位置是前锋。他曾代表瑞典国家队参加1958年国际足联世界杯，结果队伍获得亚军。